# Caminhos de Ferro do Estado
Caminhos de Ferro do Estado (sigla CFE), o meglio, Administração Geral dos Caminhos de Ferro do Estado era un'azienda pubblica statale del Portogallo costituita per costruire e gestire varie ferrovie del paese. Venne creata per mezzo di una legge apposita il 14 luglio 1899; confluì nella Companhia dos Caminhos de Ferro Portugueses l'11 maggio 1927.
L'azienda era posta sotto la giurisdizione del Ministero delle opere pubbliche, del commercio e dell'industria del Portogallo, tuttavia fino al 1901 il Consiglio di amministrazione operò in quasi totale autonomia.

## Storia

### Prodromi
Nonostante la sua importanza per l'economia la rete ferroviaria nelle regioni a Sud del Tago incontrò molte difficoltà di realizzazione e di esercizio tra problemi finanziari, politici e legali oltre ché di poca esperienza; ciò provocava lentezza e ritardo delle costruzioni nonostante il quasi costante contributo finanziario dello Stato.
Constatato che la Companhia dos Caminhos de Ferro do Sul e Sueste, unica responsabile della costruzione e gestione della rete ferroviaria a Sud del Tago, a causa dei problemi di ordine finanziario non riusciva a portare a termine quanto concordato nelle concessioni (principalmente la linea Beja-Algarve, il governo nazionalizzò le linee e si assunse l'onere di costruzione lasciando alla società solo il compito di gestione.
Tra 1873 e 1883 tutti i concorsi banditi dallo Stato per la costruzione ferroviaria andarono deserti a causa dei timori degli investitori allarmati dai fallimenti precedenti; divenne così necessario che lo Stato intervenisse direttamente e lo fece mediante una legge del 1883. L'amministrazione delle costruzioni ferroviarie da parte dello stato si rivelò comunque poco efficiente perché oberata da vincoli di burocrazia ed eccesso di centralizzazione e ciò spinse allo studio di un organismo, ancora statale, ma con una certa autonomia decisionale per costruire e gestire ferrovie.

### Nascita dell'azienda
Un decreto del 6 ottobre 1898 istituì una commissione incaricata di studiare una riforma del sistema di amministrazione statale delle ferrovie le cui conclusioni portarono, il 14 luglio 1899, a una legge specifica per istituire una Administração Geral dos Caminhos de Ferro do Estado, con consiglio di amministrazione proprio per garantirle una certa libertà di azione. La stessa normativa istituì un "Fondo speciale per le ferrovie" con lo scopo di finanziare direttamente le "Caminhos de Ferro do Estado" che si rivelò nel tempo di elevata utilità.

### La gestione di stato e le sue difficoltà

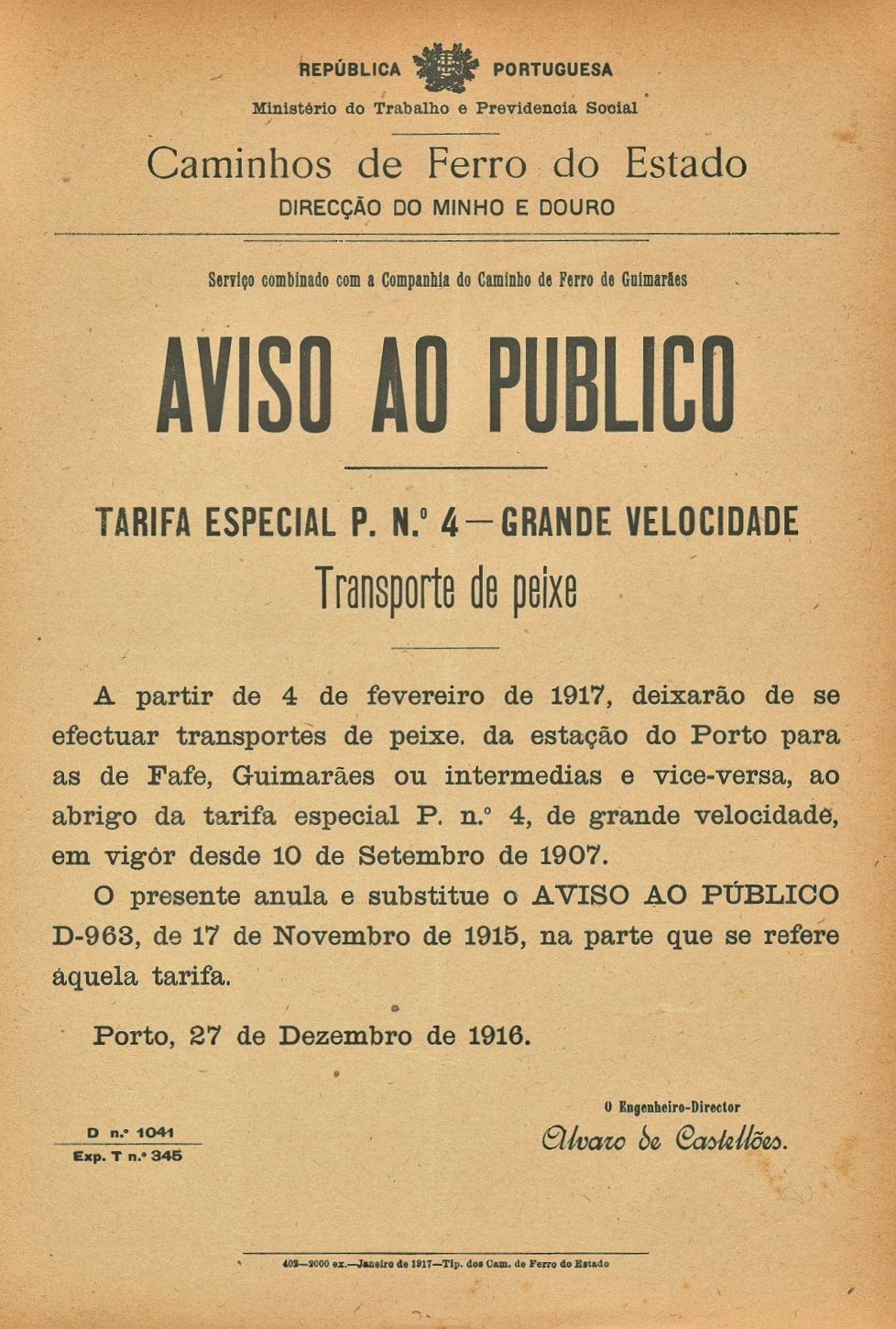
Avviso CFE per istituzione tariffa speciale trasporto pesce fresco, 1917

La nascita delle "Caminhos de Ferro do Estado" comportò la modifica di leggi e regolamenti attuata tra 1899 e 1905 che permisero una strutturazione più moderna del servizio e stimolarono ulteriori iniziative e la conclusione di vari progetti; tra questi, nel 1902, la ferrovia di Moura, la ferrovia di Portimão, nel 1903, ferrovia di Vendas Novas, nel 1904, ferrovia di Vila Viçosa, nel 1905 e ferrovia della Beira Bassa, nel 1904. Nacquero nuove infrastrutture come le rimesse per locomotive nella stazione di Estremoz, sulla ferrovia di Évora.
Il 24 dicembre 1901 vennero modificati i poteri del consiglio di amministrazione con un decreto che lo sostituiva con una commissione dipendente direttamente dal Ministro "das Obras Públicas, Comércio e Indústria".
Il 4 maggio 1918 il Decreto n. 4206 del "Ministério das Subsistências e Transportes" aboliva il consiglio di amministrazione delle Caminhos de Ferro do Estado sottoponendole alla Direzione generale dei trasporti terrestri; il successivo Decreto n. 4389, dell'11 giugno aboliva il precedente ricostituendo un consiglio di amministrazione con Decreto 5039, del 30 novembre.
Il 25 marzo 1919 un nuovo decreto, il n. 5328 riformulava ancora la struttura organizzativa delle Ferrovie dello Stato istituendo una Administração dos Caminhos de Ferro do Estado sottoposta al controllo del "Ministério dos Abastecimentos". L'amministrazione delle Caminhos de Ferro do Estado fu modificata con i successivi decreti, 5605, del 10 maggio,  8924, del 18 giugno 1923 e 9779, del 7 giugno 1924.
Nel 1927 l'impresa statale aveva creato alcuni servizi rapidi per l'Algarve con percorrenza minore di 6 ore.

### Cessione ai privati
Il 16 novembre 1926, con il decreto n. 12684, venivano pubblicati i bandi di concorso per l'affidamento ai privati della gestione delle linee appartenenti all'azienda di stato.
Furono recepite 10 offerte da parte di 7 imprese, accettata con qualche emendamento, la proposta della Companhia dos Caminhos de Ferro Portugueses. Il "Ministério do Comércio e Comunicações" con decreto 13260, del 9 marzo 1927 autorizzò la cessione per un periodo di 30 anni con la clausola di integrare nella "Companhia" le divisioni delle Caminhos de Ferro do Estado comprendenti immobilizzazione e personale; il contratto venne siglato l'11 marzo. A partire dall'11 maggio 1927 la Companhia iniziò l'esercizio della rete ex statale.

### Materiale rotabile particolare

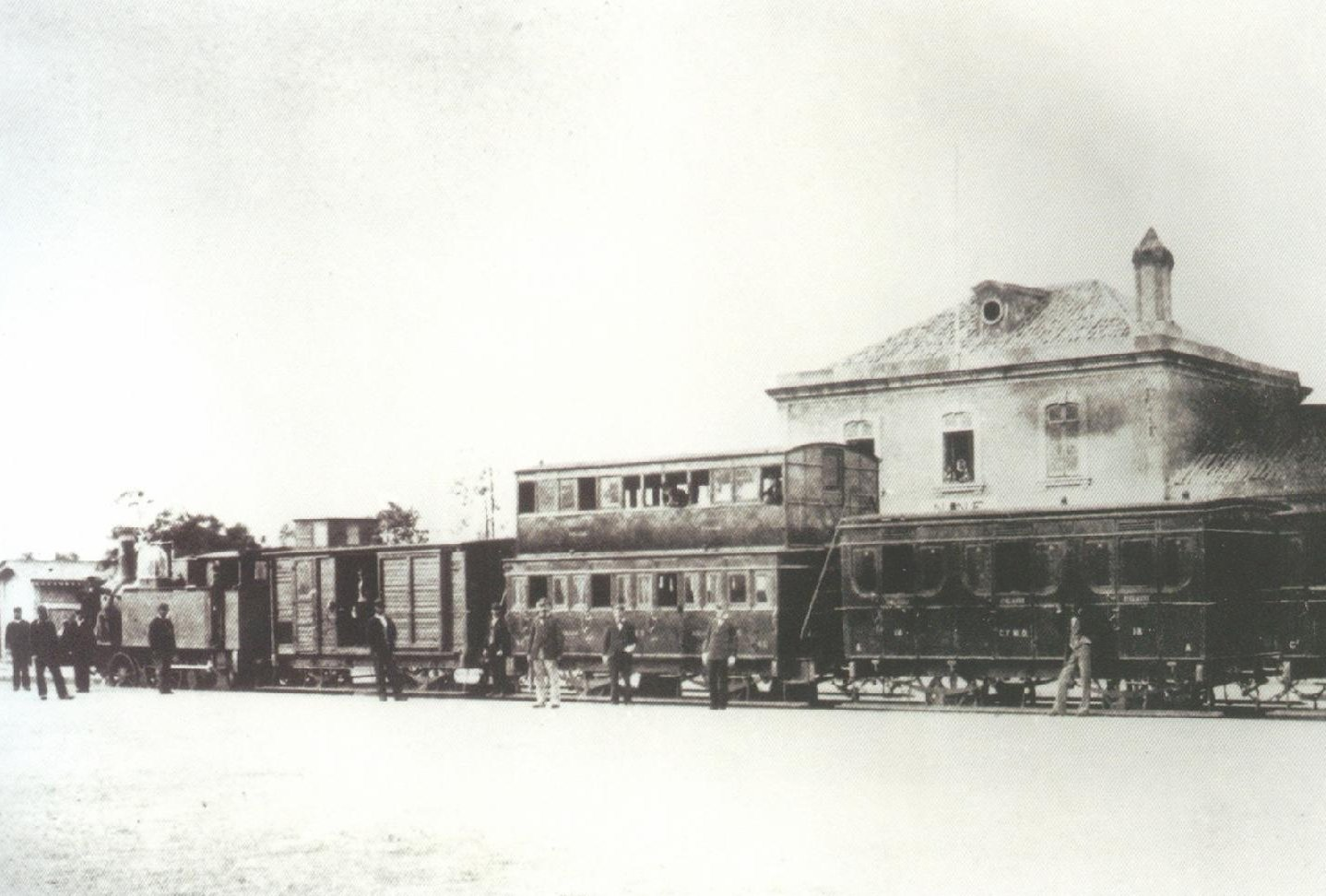
Carrozze a due piani nella stazione di Nine; la carrozzza nera ostenta la sigla CFMD, della "Divisão dos Caminhos de Ferro do Minho e Douro"

La Divisão dos Caminhos de Ferro do Minho e Douro possedeva anche carrozze a due piani, con 2ª e 3ª classe, costruite nel 1875 dalla Chevalier utilizzate nei servizi che collegavano Porto a Braga e Penafiel.